# 土曜トップスペシャル
『土曜トップスペシャル』（どようトップスペシャル）は、1982年1月16日から1985年9月28日まで日本テレビ系列局が編成していた単発特別番組枠である。それ以前にも1979年4月7日から1980年9月まで『土曜スペシャル』と題して編成されていた。編成時間は毎週土曜 19:30 - 20:54 （日本標準時）、放送番組によっては19:00開始になる場合もある。

## 放送番組
放送番組の製作は基本的に日本テレビが担当していたが、読売テレビが担当した番組もある。また、『24時間テレビ 「愛は地球を救う」』などの大型特別番組は本枠放送番組には含まれない。これは、以後の日本テレビ土曜ゴールデンタイムの単発特番枠でも同様である。
- 1979日本アカデミー賞（1979年4月7日） - 『土曜スペシャル』第1回の内容。
- 1980日本アカデミー賞（1980年3月29日） - 1981年からは『木曜スペシャル』で放送。
- 百恵・友和の「伊豆の踊子」（1979年4月28日）[1] - 山口百恵・三浦友和共演10作記念作品『ホワイト・ラブ』公開を間近に、二人が初めて共演した『伊豆の踊子』を放送、スタジオには百恵・友和を招き、2人へのインタビューを行った。司会および解説は福留功男（当時：日本テレビアナウンサー）。
- 宇宙空母ブルーノア 若き獅子たちの誕生（1979年10月13日） - 『ブルーノア』の第1話。
- 日本の博士50人クイズ（1979年・1980年）
- メカゴジラの逆襲（1979年12月22日）
- 爆笑! 激笑!! 今年の笑いおさめだ79重大ニュース（1979年12月29日） - 漫画家・赤塚不二夫が監修を務め、赤塚と共にタモリらが出演した世相コントバラエティ番組。この後同スタッフ・同出演者によって、1980年12月25日に『発表! 輝け!! 80爆笑ニュース大賞』、1982年12月23日に『ギャグゲリラ82 明るい日本! 重大ニュース』が、それぞれ『木曜スペシャル』で放送された。
- おめでとう1980年 人気力士大合戦! （1980年1月5日）
- チャーリーズ・エンジェル 初代エンジェル全員集合!ぶどう園乗っ取り殺人事件（1980年2月9日） - 『土曜スペシャル』では唯一のドラマ。二か国語放送。
- いまアフリカ大陸から 太陽が消える（1980年2月16日） - 1980年2月16日の日食を衛星生中継した。
- 決定版!スターが挑戦!!びっくり日本新記録（1980年4月5日） - 第1回を放送（19:00 - 20:54の拡大版。読売テレビ制作）。なお1983年4月9日にもこの枠で放送したが、本枠番組扱いはされなかった。またこの1983年4月放送分を以て番組は一旦中断、1985年3月21日に『木曜スペシャル』で2年振りに放送されたが、これが最後の放送となった。
- 爆笑!東西オールスター落語漫才大合戦（1980年7月12日。19:00 - 20:54） - 鈴本演芸場・なんばグランド花月からの生放送演芸番組。司会は月の家圓蔵（八代目橘家圓蔵）と三代目笑福亭仁鶴で、二人は日本テレビスタジオからの担当。
- 王者オオカミ・ツンドラに死す（1980年9月27日） - 『土曜スペシャル』最終回。予定ではこの日行われるプロ野球中継「巨人×広島東洋」の雨傘番組として、19:00の『お笑いエース登場』（読売テレビ制作）と共に編成されていたが、同中継が雨天中止になったため放送された。
- 日本の博士50人クイズ（1982年1月16日） - 『土曜トップスペシャル』第1回の内容。
- 久米宏のびっくり発明大賞 第1回（1982年2月20日）・第2回（1982年11月13日）
- 全日本ウルトラ選手権（1982年） - 全国47都道府県から集められた一般参加者たちが体力ゲームで争い、『アメリカ横断ウルトラクイズ』形式で敗者をふるい落として優勝者を決める。司会は『ウルトラクイズ』と同じく福留功男が務めていた。
- 輝け!!クイズ実力日本一決定戦（1982年・1983年） - 1983年の第3回では、道蔦岳史が大逆転の末に日本一になった。
- 欽ちゃんの仮装大賞（1980年） - 第2回を生放送。なお1982年の第6回から1985年9月の第16回まで（正月放送を除く）は土曜19:00 - 20:54で放送されるも、『土曜トップスペシャル』扱いはされなかった。
- 素人変装グランプリ／家族㊙変装大作戦（1982年・1983年）
- 各界美女チーム対抗水中大合戦（1982年・1983年） - 女性歌手・女性タレント・ポルノ女優・女性ボディビルダー・セクシーギャル・カバーギャルの計6チームに分かれてのプールゲーム合戦。得点は1位60点・2位50点…最下位10点[注釈 1]、そしてラストの「自由形競泳」に1位のチームは得点が倍となり、優勝チームをはじめとする上位3チームが「点数×1000円」の賞金を獲得する（ただし賞金の1割は「愛の小鳩事業団」へ寄付）。司会は土居まさる、実況とナレーターは小倉智昭。
- 特別生放送!!おもしろまじめ人間大集合（1983年4月2日） - 1983年のNTVキャッチフレーズ「おもしろまじめに4チャンネル」に因み、CM出演者である徳光和夫と小林完吾（両名とも当時局アナ）を司会に、日本全国から「おもしろ人間」と「まじめ人間」を紹介する。レポーターは所ジョージと轟二郎。
- 輝け!!日本の政治家50人クイズ・自民党代議士編（1982年4月24日）・与野党代議士激突編（1984年3月17日）
- 欽ちゃんの全日本爆笑CM大賞 第1回 - 第3回（1982年 - 1983年）
- 世界へはばたけ!'82オールスター家族対抗ジャンボクイズ（1982年8月7日。1980年 - 1989年放送の元日特番『豪華!スター家族対抗初春ジャンボクイズ!』の特別版）
- 全日本プロレス中継特別編 ザ・ロード・ウォリアーズ初来日特集。ジャンボ鶴田、天龍源一郎 vs ザ・ロード・ウォリアーズ（1985年3月、両国国技館） - 同会場は同年1月にこけら落としがあった直後で、全日本プロレスの初興業。
- キン肉マン 決戦!!7人の超人VS宇宙野武士（1984年4月7日）
- 風の谷のナウシカ（1985年4月6日[注釈 2]）
- オールスターワールド水上フェスティバル（1985年4月20日） - 17日前の同年4月3日に放送された『第3回全日本オールスター選抜大運動会〜豪華グアム編〜』の舞台となったグアムで行われた水泳大会。『選抜大運動会』出場者が田原俊彦率いる「トッシーズ」、近藤真彦率いる「マッチーズ」に分かれて戦う。司会・実況は福留功男、進行役はおりも政夫と高見知佳、特別ゲストは研ナオコ。
- 素人ばかうけビデオ祭り 第2回（1985年）
- 日本民謡大賞 - 年に1度の民謡の祭典。一貫して19:00 - 20:54の放送。
- 世界の決定的瞬間
- 都はるみ さよならコンサート（1984年12月1日） - この年引退する都はるみ（後に復帰）が、引退前の10月に行ったコンサート「帰去来」の模様を放送。
- 男はつらいよ 特集 寅さんのすべて（1984年12月22日） - シリーズ新作『男はつらいよ 寅次郎真実一路』公開を目前に控え、『寅さんシリーズ』全作を振り返る。
- 土曜ナイター - 巨人戦を中心に中継。放送時間は1979年のみ19:30 - 20:54で、1980年以降は19:00 - 20:54。
  - プロ野球オールスターゲーム・第1戦（1981年7月25日） - 阪神甲子園球場、読売テレビ制作、枠は18:20 - 20:54。なお当日はテレビ朝日系列でも、朝日放送制作により並行放送された。
  - プロ野球オールスターゲーム・第1戦（1984年7月21日） - 後楽園球場、枠は18:30 - 20:54。